# Бельфеґор

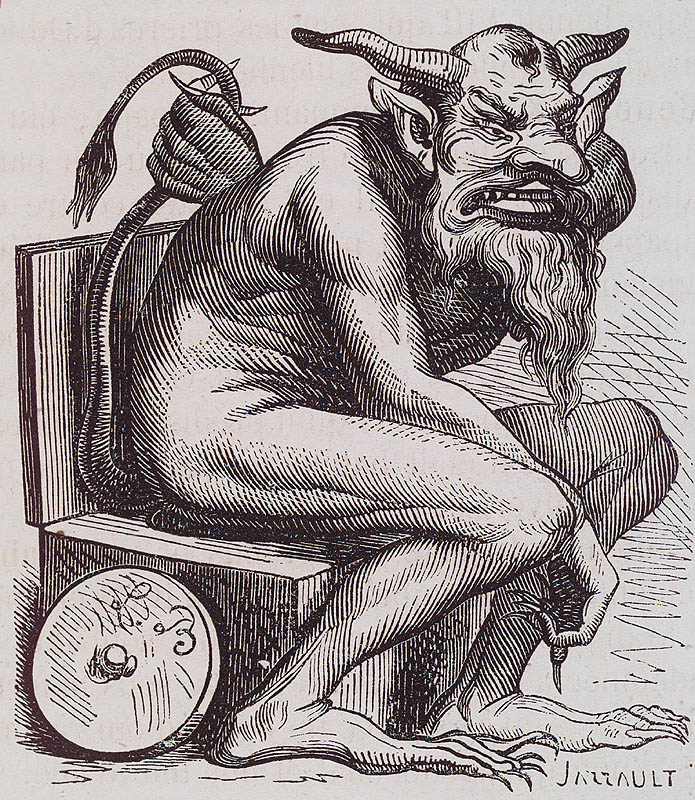
Бельфеґор, ілюстрація з книги Коллена де Плансі «Пекельний словник»

Бельфеґор (Ваалфегор, Ваал-Фегор, Ваал-Пеор, Ваал пеорський) — це ім'я демона з єврейської та християнської традиції. Спочатку це ім’я використовувалося в Септуагінті (Βεελφεγώρ), а пізніше у Вульгаті (Beelphegor) для моавітського бога Ваал Пеор. Пізніше він був призначений демону. Таким чином, Бельфеґор є частиною християнської релігії та став персонажем літератури Відродження та сучасної популярної культури.
У демонології, Бельфеґор (або Ваал-Фегор) — це демон, який допомагає людям робити відкриття. Він спокушає людей, пропонуючи їм хитромудрі винаходи, що зроблять їх багатими. Деякі демонологи XVI століття вважали, що його влада найсильніша у квітні. Єпископ і мисливець на відьом, Пітер Бінсфельд, твердить, що Бельфеґор спокушає, використовуючи лінь. Коли його викликають, він може подарувати багатство, відкриття і хитромудрі винаходи. Його диявольська роль полягає в тому, щоб посіяти розбрат між людьми та спокусити їх на зло через розподіл багатства.
У Старому Заповіті Ваал-Фегор — ім'я божества, якому моавіти (і нечестиві ізраїльтяни слідом за ними) поклонялись на горі Фегор, в місті Ситтимі (Пс. 105:28, Чис. 25:3-5, Втор. 4:3). Уявлення про непристойність ритуалів, пов'язаних з цим ідолом бере свій початок, очевидно, з Книги Пророка Осії: «…Побачив Я батьків ваших, — але вони пішли до Ваалфегора і вдались до ганебного, і самі стали мерзенними, як ті, котрих возлюбили» (Ос. 9:10).
За Блаженним Єронімом, «Бельфеґор, якого можемо назвати Пріапом, надзвичайно пошановується серед жінок через великий розмір свого статевого члена». В ієрархії І.Вієра («De Praestigius Daemonum», 1563) Бельфеґор — посол Пекла у Франції. Він роздмухує чвари серед людей, спокушаючи їх скарбами та багатством. Те ж саме говорить Колін де Плансі в «Dictionnaire Infernal».
Центром всіх церемоній культу Ваал-Фегора була нагота; моавитянки віддавались цьому ідолу ще до сексуальних зносин з будь-яким ізраїльтянином. Також, вважається, що Бельфеґору можна приносити в жертву екскременти. Він змальовується по-різному — деколи як жінка неймовірної вроди, а деколи як гидке, бородате чудовисько, з хоботом і довгими гострими рогами. За переказами, Бельфеґор був відправлений Люципером з Пекла, щоб взнати, чи справді на землі існує подружнє щастя. Раніше чутки про це долітали й до демонів, але вони знали, що люди не можуть жити в злагоді. Набутий у світі людей досвід незабаром переконав Бельфеґора в їхній голослівності. Переказ міститься в різних працях ранньої сучасної літератури, тому ім'я Бельфеґора застосовується як синонім до мізантропії та розбіжностей.

## У мистецтві
В літературі
Бельфегор як літературний персонаж зустрічається в новелі Макіавеллі «Чорт, який одружився» (1518), поемі «Втрачений рай» Джона Мілтона і романах «Трудівники моря» Віктора Гюго і «Бельфегор» Артура Бернеда.
В кінематографі
«Бельфегор — привид Лувра» (фр. Belphégor – Le fantôme du Louvre) — французький містичний трилер (2001).
У музиці
Belphegor — австрійська блек-метал-група, названа на честь цього демона.